# 라인의 황금
《라인의 황금》(독일어: Das Rheingold 다스 라인골트[*])은 리하르트 바그너의 《니벨룽의 반지》 가운데 첫번째 전야제 악장 작품이다. 북유럽 신화를 바탕으로 하고 있다.
《니벨룽의 반지》는 독일의 작곡가 리하르트 바그너가 작곡한 4개의 서사 악극의 모임이다. 이 오페라들은 북유럽 전설인 노르세 이야기the Norse sagas와 니벨룽의 노래에 기초하지만 완전히 같지는 않다. 이들을 대개 ‘반지 사이클’ 또는 ‘바그너의 반지’, 또는 간단히 ‘반지’라고 부른다.
바그너 혼자 대본을 쓰고 음악을 작곡했다. 다 만드는 데는 1848년부터 1874년까지 약 26년이 걸렸다. 반지를 이루는 4개의 악극은 다음의 순서대로 상연된다.
- 《라인의 황금》
- 《발퀴레》
- 《지크프리트》
- 《신들의 황혼》

각각의 작품들은 독립적이지만 완전한 이해를 위해서는 작곡가가 의도한 바와 같이 4개 모두(또는 전야제 작품인 라인의 황금을 제외하더라도 3개)를 같이 봐야 한다.

## 줄거리

### 1장 (라인강의 바닥)
세상의 시작을 알리는 느린 혼의 연주로 극은 시작하고 화음은 점점 라인강의 흐름을 묘사하는 듯한 잔물결로 변해간다. 강속에서 3명의 라인의 처녀들이 헤엄치고 있다. 이때 난장이 알베리히가 등장하여 처녀들을 뒤쫓아 다니기 시작하고 처녀들은 교대로 그를 피하며 알베리히를 놀려댄다.
갑자기 한줄기 햇빛이 물 속에 비추이고 숨겨져 있던 황금 위로 비춘다. 이에 라인의 처녀들은 황금을 찬양하는 노래를 부르게 되며, 이제까지 자기들을 쫓아다니던 알베리히였기에, 이 황금에 얽힌 비밀 - 자기들은 아버지 보탄의 명으로 황금을 지키고 있고, 오직 사랑을 부인하는 자만이 황금으로부터 전능한 힘을 가진 절대반지를 만들어 낼 수 있다는 -을 말해 준다. 절망과 분노에 빠진 알베리히는 돌연 사랑을 부인하고 저주한 다음, 놀란 라인의 처녀들을 뒤로 하고 황금을 훔쳐 달아난다.

### 2장 (산 위의 넓은 공간)
잠에서 깨어난 보탄의 뒤로 멀리 신축된 발할라가 보인다. 보탄은 두 명의 거인 형제, 파프너와 파졸트를 고용하여 용사들을 들일 성 발할라를 짓게 한다. 교활한 로게의 술책에 의해 보탄은 그 대가로 젊음과 미의 여신 프레야를 약속했었다. 프리카는 자기의 동생 프레야를 거인들에게 넘겨주기로 약속한 보탄을 원망한다. 이제 성은 완성되었고 프레야는 거인 형제에게 쫓겨 보탄과 그의 아내 프리카에게 도망쳐온다. 보탄은 이런 저런 말로 시간을 끌며 로게가 나타나 난처한 상황에서 구해주기를 바란다. 번개의 신 도너와 행복의 신 프로오가 프레야를 구하기 위해서 뛰어들고, 도너가 자기의 해머로 거인들을 내려치려는 순간, 보탄이 자기 창을 들어 그를 제지한다. 계약의 신이기도 한 보탄에게는 계약을 엄수할 책임이 있었던 것이다. 바로 그때 불의 신 로게가 화염 속에 나타난다. 모든 신들은 프레야를 이런 곤경에 빠뜨린 로게에게 분노하지만, 로게는 누가 이런 아름다운 여인을 거부할 수 있느냐며 오히려 거인을 두둔하는 발언을 한다. 하지만 동시에 로게는 자기가 세상에서 본 일 - 알베리히가 황금을 훔쳐 반지를 만들고, 이를 통해 얻은 힘으로 많은 보물을 얻은 일-을 모두에게 해준다. 여기에 그는 라인의 처녀들이 보탄에게 황금을 찾아달라고 부탁했다는 말까지 전한다. 이 이야기를 듣고 두 거인들은 프레야를 대신할 수 있는 대가는 알베리히의 보물 밖에 없다고 단정하고, 보탄에게 둘 중 하나를 해줄 것을 요구한다. 보탄은 자기가 가지고 있지 않는 것을 어떻게 남에게 주냐며 주저하지만, 거인들은 해가 지기 전에 값을 치르라면서 프레야를 데리고 나가버린다. 신들은 갑자기 늙어 버리고 로게는 프레야가 신들에게 주던 황금사과가 신들을 늙지 않게 했었음을 알아차린다. 로게는 보탄에게 알베리히의 반지도 어차피 알베리히의 것은 아니었으므로 보탄이 그에게서 빼앗는 것이 좋겠다고 사주한다. 다른 좋은 방법이 없었기에 보탄은 로게의 제안에 동의하고 그를 앞세우고 니벨하임으로 내려간다.

### 3장 (지하의 동굴)
한편 니벨하임에서는 알베리히가 동생 미메로 하여금 타른헬름이라고 불리는 마법 투구를 만들게 한다. 이 헬멧을 쓰는 자는 안보이게 될 뿐만 아니라, 자기가 원하는 어떠한 모습으로도 자신을 바꿀 수 있는 능력을 가지게 된다. 미메는 자기가 이 투구를 쓰고 알베리히의 반지를 뺏을 꿈을 꾸지만, 그는 마법의 주문을 모르고 있었다. 알베리히가 나타나 미메에게서 이 헬멧을 빼앗고, 주문을 외워 투명상태가 된 후 미메를 마구 때린다. 알베리히가 미메에게서 떠나자, 보탄과 로게가 도착한다. 보탄과 로게는 미메에게서 새로운 소식들을 듣고 알베리히의 폭정에서 난장이들을 구해주겠다고 약속한다.
이때 알베리히가 다시 나타나고 보탄과 로게를 알아본 그는 이 곳에서 무엇을 원하느냐고 묻는다. 로게는 알베리히의 새로운 힘에 대한 소문을 들었고 과연 그 소문이 사실인지 알아보러 왔다고 대답한다. 알베리히는 자기의 보물들을 자랑하며, 자기가 황금으로 모든 사람을 매수하여 사랑을 포기하게끔 만들고, 세상을 지배할 것이라고 자랑한다. 만약 사람들이 그가 자고 있는 동안 반지를 빼앗으러 오면 어떻게 하겠냐는 로게의 질문에 알베리히는 자기에게는 타른헬름이 있다고 대답한다. 로게는 타른헬름의 능력을 불신하는 척하며 그 능력을 보여달라고 요구한다.
알베리히는 커다란 뱀(용)으로 변신한다. 로게는 놀라는 척하며, 이번에는 아주 작은 것으로도 변할 수 있느냐고 다시 묻는다. 알베리히가 무심코 작은 두꺼비로 변했을 때 로게는 보탄으로 하여금 그를 잡게 한다. 둘은 알베리히를 붙잡고 니벨하임을 떠난다.

### 4장 (산위의 넓은 공간)
보탄은 알베리히의 목숨대신 그의 모든 보물을 요구하고 알베리히는 이에 응해 난장이들로 하여금 보물을 쌓아 놓게 한다. 보탄이 타른헬름을 보물 더미에 올려놓았을 때까지도, 알베리히는 속으로 참고 있었다. 하지만 보탄이 알베리히의 손에 낀 반지를 요구하자 알베리히는 온 몸으로 저항하지만 결국 반지는 보탄의 손으로 넘어가게 된다. 분노에 가득찬 알베리히는 반지에 저주를 걸어, 누구든지 반지의 주인이 되는 자는 타인의 시기를 받을 것이며 반지의 노예가 되고 결국은 망하게 될 것이라고 말한다. 이 말을 마치고 알베리히는 떠나버리지만, 보탄은 그의 말을 무시한다.
다시 거인들이 프레야를 데리고 나타나고 거인들은 아름다운 프레야를 잊기 위해서는 프레야를 가릴 만큼 보물이 쌓여야 한다고 주장한다. 서있는 프레야앞으로 보물이 쌓여지고 모든 황금이 다 놓였는데도 파졸트는 프레야의 머리카락이 보인다며 타른헬름을 요구한다. 내키지 않았지만 보탄은 타른헬름을 넘겨준다. 그러나 파졸트는 아직도 프레야의 눈동자가 보인다고 주장한다. 파프너는 보탄의 손에 끼여있던 알베리히의 반지로 그 눈빛을 가리라고 요구한다. 반지를 요구받자 보탄은 단호히 이를 거절하고, 거인들은 협상이 깨어졌다고 선언한다.
바로 이 때, 푸른 빛속에서 한 여신이 나타나고 보탄에게 반지를 넘겨주고 무시무시한 저주를 피하라고 권한다. 스스로를 에르다라고 부르는 이 여신은 신들의 황혼을 보았다고 예언하며 그때는 모든 것의 끝이라는 이상한 말을 남기며 사라진다. 보탄은 그녀의 권고에 따라 할 수 없이 반지를 거인들에게 넘겨준다. 그러자마자 거인들은 보물을 나누는 문제를 가지고 다투기 시작하여 동생 파프너가 보물덩이를 가지고 자기 형 파졸트를 쳐죽이는 일이 발생하게 된다. 반지의 저주가 시작된 것이다. 보탄은 저주의 힘에 놀라고 파프너는 보물과 반지를 가지고 떠난다.
모든 대가를 치르고 얻은 성이 뒤에 보인다. 도너는 천둥번개를 불러 음침한 분위기를 일소하고 프로에게 성으로 연결되는 무지개 다리를 놓게 한다. 보탄은 고생 끝에 얻은 새 성을 발할라라고 명하고 다같이 무지개다리를 건너 발할라에 들어가려 한다. 로게는 이때 옆으로 빠져 발할라에 들어가지 않는다. 무대 뒤쪽에서 라인의 처녀들이 잃어버린 황금을 슬퍼하는 노래가 들린다. 보탄은 로게에게 그들을 조용히 시키라고 명령하지만, 처녀들은 그 명령을 듣지 않고, 신들은 다같이 발할라에 입성한다.